# Off the Wall (game show)
Off the Wall é um game show infantil americano produzido pela Vin Di Bona Productions que foi exibido no Disney Channel de 1998 a 1999. Foi apresentado por Larry Zeno e co-apresentado por Kelli Kirkland.

## Jogabilidade
Duas equipes de três crianças competem em uma série de eventos estranhos, ultrajantes e incomuns; todos jogados contra nove concorrentes pré-filmados nas ruas.

### Rodadas 1 e 2
Nas duas primeiras rodadas, um jogador de cada equipe escolheu um jogador de vídeo na rua da parede (daí o nome do programa) para jogar contra uma manobra. Uma breve entrevista gravada em vídeo foi então exibida, após a qual o apresentador Zeno explicou a façanha. A acrobacia começou com Zeno e a audiência em contagem regressiva (5... 4... 3... 2... 1... VAI!), E o trabalho do jogador no estúdio era vencer o jogador da rua filmado (às vezes dentro de um limite de tempo). Em caso de sucesso, o competidor ganha pontos para a equipe; em caso de fracasso, nenhum ponto é concedido (empate sempre para o jogador da rua).
Um dos jogadores da rua foi apelidado de jogador "Double Trouble", assim chamado porque se o competidor no estúdio ganha a façanha, ele ganha o dobro dos pontos para o time.

#### Valores dos pontos
| Rodadas  | Single | Dobro |
| -------- | ------ | ----- |
| Rodada 1 | 100    | 200   |
| Rodada 2 | 200    | 400   |

### Rodada 3 (Desafio Head-to-Head)
Os dois jogadores finais de ambas as equipes competiram entre si e um último jogador de vídeo nesta rodada decisiva chamada "O Desafio Frente a Frente". Para começar, a entrevista do desafiante em vídeo foi reproduzida, depois o desafio foi explicado e executado. O primeiro competidor de estúdio a vencer o desafiante de vídeo ganhou 300 pontos, com 250 pontos adicionais concedidos por derrotar o oponente de estúdio. (Em caso de empate entre os jogadores do estúdio, nenhum ponto foi concedido.)
A equipe com mais pontos venceu o jogo e passou a disputar o grande prêmio. A pontuação máxima teórica foi de 1.050 pontos (100 na rodada 1, 400 na rodada 2 [via "Double Trouble"] e 550 na rodada 3).

### The Ultimate Showdown (Rodada Bônus)
No jogo bônus, a equipe vencedora jogou uma última partida, desta vez contra um membro do público do estúdio. Depois que o jogo foi explicado, a rodada começou. Se qualquer membro da equipe vencedora pudesse vencer o membro da audiência, a equipe ganhava um grande prêmio para cada membro da equipe; caso contrário, o time vencedor levava para casa um prêmio de consolação. Além disso, o público terá a chance de voltar ao show com outros dois companheiros de equipe.

## Ligações Externas
- Off the Wall Page no site de Vin di Bona